# Kolbeinn Tumason
Kolbeinn Tumason (1173–1208) fue un caudillo medieval y goði del clan familiar de los Ásbirningar, que jugó un papel principal en el periodo previo de la guerra civil de la Mancomunidad Islandesa, conocida como Sturlungaöld. Hijo de Tumi Kolbeinsson, fue uno de los más notables y poderosos caudillos islandeses en el siglo XII y usó su influencia para posicionar a sus hombres en cargos relevantes en la Iglesia católica, entre ellos el obispo Guðmundur Arason. No obstante, Guðmundur, sin saberlo Kolbeinn resultó ser un defensor de la independencia clerical y resistió los intentos de interferencia de los seculares goði. Los dos manifestaron pronto sus desacuerdos. En 1208 Tumason y sus seguidores atacaron al obispo Guðmundur y sus partidarios en Hjaltadalur, Víðines. La batalla se conoce como la batalla de Víðines donde  Kolbeinn Tumason murió en el conflicto, su cabeza fue aplastada por una roca.
Al margen de su papel político, Kolbein Tumason fue también un escaldo y devoto creyente con cierta educación. Se le conoce sobre todo por componer el himno Heyr himna smiður (castellano: «Escucha, Creador Celestial») en su lecho de muerte. Actualmente es un clásico himno islandés. La música se compuso 700 años más tarde, obra de Þorkell Sigurbjörnsson:
| Heyr, himna smiður, hvers er skáldið biður. Komi mjúk til mín miskunnin þín. Því heit eg á þig, þú hefur skaptan mig. Eg er þrællinn þinn, þú ert drottinn minn. Guð, heit eg á þig, að þú græðir mig. Minnst þú, mildingur, mín, mest þurfum þín. Ryð þú, röðla gramur, ríklyndur og framur, hölds hverri sorg úr hjartaborg. Gæt þú, mildingur, mín, mest þurfum þín, helzt hverja stund á hölda grund. Send þú, meyjar mögur, málsefnin fögur, öll er hjálp af þér, í hjarta mér. | Escucha, herrero de los cielos, lo que pregunta el poeta. Pueda venir a mi delicadamente tu misericordia. Yo te invoco, por haberme creado. Soy tu esclavo, tu eres mi Señor. Dios, yo te invoco para sanarme. Recuérdame, humildemente, (o rey humilde, es una duda sobre la palabra mildingur). Muchos te necesitamos. Expulsa, rey de los soles, generoso y grande, todo lamento humano de la ciudad del corazón. Mira por mi, humildemente, Muchos te necesitamos, Verdaderamente en cada momento en el mundo de los hombres. Envíanos, hijo de la virgen, buenas razones, toda ayuda procede de ti, en mi corazón. |